# Transposición (música)
En música, la transposición o el transporte significa que un pasaje musical se traslada de una tonalidad (o grupo tonal) a otra. Técnicamente transponer o transportar una melodía o un grupo de acordes consiste en llevar todas las notas o acordes que la componen hacia arriba o hacia abajo en la escala musical, manteniendo en todas las notas el mismo intervalo entre nota de origen y nota de destino. Es conveniente tener presentes todos los semitonos que componen una escala cromática. Normalmente esto se hace para acomodar el acompañamiento a un registro de voz dado, facilitando la tarea del cantante.

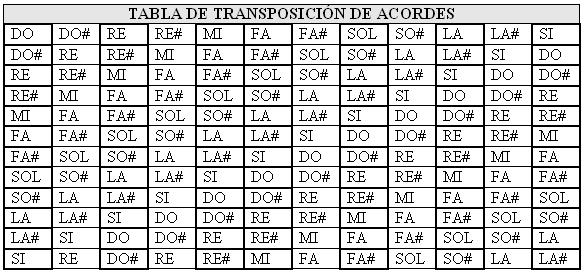
Tabla básica de transposición (los acordes que encabezan las filas son las tónicas de cada escala base de referencia relativa respecto a su transpuesta)

## Transposición en armonía
Se denomina transposición al proceso de escribir o ejecutar una obra musical a una altura más grave o más aguda que la original. Aunque la Real Academia Española acepta el término «transportar» (cf. el Diccionario de la lengua española), es mucho más usual el término «transponer» (con el sustantivo relacionado «transposición»), que la RAE no ha aceptado aún. El transporte puede ser mayor y menor. 
A menudo una canción debe ser transcrita a una tonalidad más aguda o más grave, para comodidad del cantante.
Schubert se burlaba a veces de las versiones que se hacían de las canciones que él componía para contralto o mezzosoprano, ya que le desagradaba la voz demasiado brillante de las sopranos. En una ocasión, tras un concierto se dirigió a su arreglista y le preguntó: «¿De quién era esa cancioncilla tan chillona?».
Cuando lo que se transporta es una canción, se debe tener en cuenta que en el caso de que haya acordes alterados, la modificación solo alcanzará a su nota fundamental. Las alteraciones (en el caso de que las haya) se mantienen constantes. Por ejemplo, si tenemos la siguiente secuencia de acordes (en la tonalidad de sol mayor):
- sol7
- sol6
- mi7
- do7
- la menor7
- do menor7

Si deseamos transportarla a fa mayor, la secuencia quedará de la siguiente manera:
- fa7
- fa6
- re7
- sib7
- sol menor7
- sib menor7

Una obra escrita en alguno de los modos antiguos puede aparecer, por ejemplo, en «modo dórico transpuesto», es decir, con los intervalos correspondientes al modo dórico, pero comenzando con un sonido diferente de re (que es la nota de bajo del modo dórico).

## Transposición a primera vista
Desde el barroco hasta mediados del siglo XX, la transposición a primera vista de partituras más o menos sencillas era un ítem prácticamente obligatorio dentro del aprendizaje de un instrumento, especialmente de los instrumentos de tecla. El alumno resolvía esta dificultad técnica mediante el adiestramiento en la lectura de las claves en distintas alturas: en vez de conocer solo la clave de sol en segunda línea y de fa en cuarta línea, el alumno también debía aprender a leer a primera vista en clave de do en cuarta línea (también llamada clave de tenor, que es la que usan a veces el violonchelo, el fagot, el contrafagot, el trombón y el bombardino) y en clave de do en tercera línea (que utiliza la viola).
De esta manera la primera línea (contando desde abajo hacia arriba) que corresponde al re en clave de do en cuarta línea, equivale al mi en clave de sol, al fa en clave de do en tercera línea y al sol en clave de fa. Eso le daba al músico un gran entrenamiento para visualizar distintas nomenclaturas de notas en el mismo pentagrama, habilidad básica para transponer a primera vista. Se cuenta que Franz Liszt (1811-1886) a la edad de trece años podía leer en cualquier tonalidad todas las obras del primer libro de El clave bien temperado de Johann Sebastian Bach.

## Transposición en instrumentos antiguos
Hasta mediados del siglo XX existía un recurso mecánico en algunos pianos de cola y órganos de tubos, que permitía al ejecutante transportar: tocaba las teclas normalmente (tal como estaban escritas) pero el traslado lateral del teclado permitía que el mecanismo hiciera sonar cuerdas (o tubos, en el caso del órgano) más graves o más agudos. El mecanismo solo permitía la transposición a unos pocos semitonos.

## Función de transposición en teclados modernos
Desde fines del siglo XX prácticamente todos los teclados electrónicos (órganos, sintetizadores y pianos electrónicos) poseen una función de transposición (transpose) que permite hacer sonar el teclado en otras tonalidades. Algunos permiten solo hasta una octava más grave o una octava más aguda (por saltos de semitono), pero otros permiten hasta dos octavas hacia el agudo y hacia el grave.

## Instrumentos transpositores
Los instrumentos transpositores son aquellos que producen un sonido diferente de la nota escrita en la partitura. Por ejemplo un corno inglés ejecuta a una quinta más grave de lo escrito. De esta manera, si el cornista lee un sol3, el sonido real producido será un do (que es una 5° abajo del sol, lo cual se puede comparar con un instrumento como el piano que no es instrumento transpositor. En los manuales de orquestación se dice que el corno inglés transpone a una quinta inferior.
Un ejemplo sencillo es: si se tiene un clarinete en sib, y en su partitura aparece escrito do-re-sol-la-re-si-do, los sonido reales que se escucharán estarán todos un tono por debajo comparados con un instrumento no transpositor, por esta razón las partituras para instrumentos de sib se escriben un tono más alto del real para que suenen en la tonalidad real; los transpositores pueden estar en diferentes tonalidades no solo en sib; la familia de los saxofones se encuentran unos en sib (soprano y tenor) y otros en mib (alto y barítono); la trompa se encuentra en fa, mib y sib, siendo fa y sib sus tonalidades más frecuentes de afinación, pero gran parte del repertorio para trompa está escrito en Mib, con lo cual los trompistas deben desde temprano a estudiar transposición. 
Así pues, un instrumento es transpositor cuando es costumbre escribir sus partituras de manera que la nota más baja del instrumento (sea la que sea) se escriba en el do de la partitura. Por ejemplo, la nota más baja que toca un corno inglés es el fa del piano. Si el cornista toca do-re-mi-do, do-re-mi-do, mi-fa-sol, en la partitura escribirá sol-la-si-sol, sol-la-si-sol, si-do-re. Si el que oboísta quiere tocar en unísono con el cornista (o a una octava más aguda o más grave), puede tocar las mismas notas que oye, pero cuando las escriba en una partitura apuntará en ella do-re-mi-do, do-re-mi-do, mi-fa-sol. Cuando los dos leen una misma partitura en la que está escrito sol-la-si, el oboista toca efectivamente sol-la-si, pero lo que toca el cornista suena una quinta más grave, do-re-mi.
En la práctica casi todos los instrumentos son transpositores, solo que algunos de ellos (como el contrabajo) transponen a una octava inferior o superior, lo cual facilita mucho su lectura (como si no se hiciera transposición alguna). Entre los pocos instrumentos que no son transpositores en absoluto se cuentan el piano y el oboe.